# Waterfall (utwór muzyczny)
Waterfall – utwór gruzińskiego duetu Nodiko Tatiszwiliego i Sopo Gelowani, którego premiera odbyła się 27 lutego 2013. Piosenkę napisali Erik Bernholm i Thomas G:son.
Utwór reprezentował Gruzję podczas 58. Konkursu Piosenki Eurowizji. 16 maja został zaprezentowany przez wykonawców podczas drugiego koncertu półfinałowego i z dziesiątego miejsca awansował do rozgrywanego dwa dni później finału, w którym zajął 15. miejsce po zdobyciu 50 punktów. Po finale konkursu zdobył Nagrodę Dziennikarską im. Marcela Bezençona przyznawaną przez akredytowanych przedstawicieli mediów.